# Hibiscus denudatus
Espèce
Classification phylogénétique
Hibiscus denudatus est une espèce de plante à fleurs de la famille des Malvaceae. Elle vit dans les régions désertiques du sud-ouest des États-Unis et du nord du Mexique. Il s'agit d'un arbuste à fleurs blanches, roses ou mauves.

## Description morphologique

### Appareil végétatif
Cette plante est un petit arbuste pérenne qui présente peu de feuilles (ce qui lui a conféré son nom de denudatus), de forme ovale ou oblongue, finement dentelées et de petite taille (elles mesurent entre 1,2 et 2,5 cm de long). L'aspect pâle de la plante est conféré par les nombreux poils blanchâtres qui la recouvre. La plante entière mesure entre 30 et 90 cm de haut.

### Appareil reproducteur

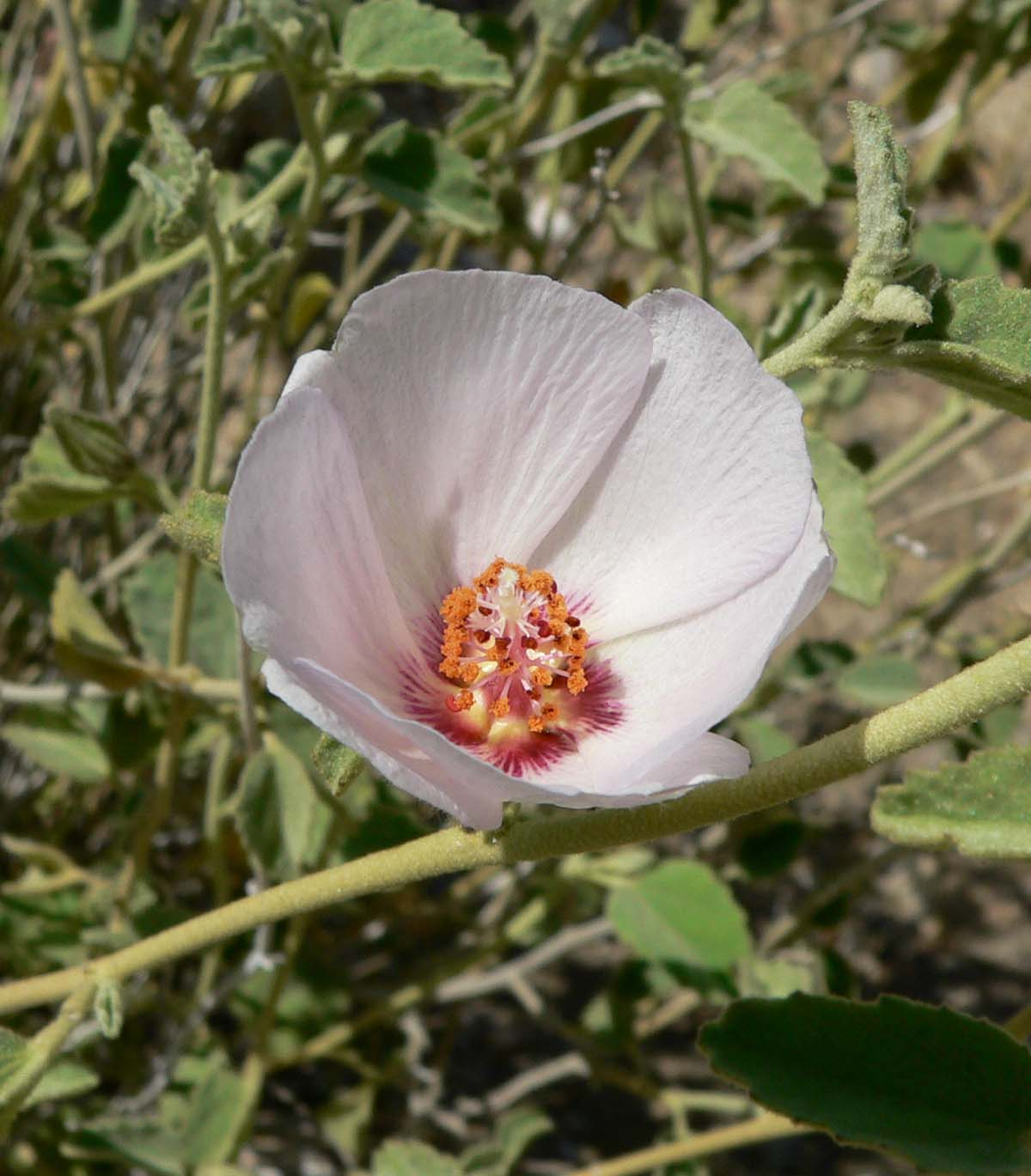
Détail d'une fleur

La floraison débute entre février et mai, et s'achève entre octobre et novembre. 
Les fleurs sont d'une couleur variant du blanc au mauve, à la coloration plus intense au cœur de la corolle. Cette dernière, en forme de bol, mesure de 2 à 4 cm de large. Les bourgeons floraux apparaissent sur des branches quasiment dépourvues de feuilles, au niveau des bourgeons axillaires situés en haut de la plante. Les fleurs ont 5 sépales longs de 11 à 15 mm et 5 pétales de 20 à 27 mm. Elles présentent de nombreuses étamines qui, jointes à la base, forment un tube autour du style. 
Le fruit est une capsule globuleuse à cinq loges, qui produit des graines réniformes couvertes de nombreux poils, longues d'environ 2,5 mm,.

## Répartition et habitat
On peut trouver cette plante sur les pentes rocailleuses et dans le lit des ruisseaux temporaires des zones désertiques, entre 0 et 800 m,. Son aire de répartition s'étend, au nord, dans le sud-ouest des États-Unis, du sud de la Californie à l'ouest du Texas, et vers le sud, jusqu'au nord du Mexique.
Elle pousse préférentiellement dans des zones semi-ombragées, au sol minéral et peu profond, souvent en association avec la communauté végétale Larrea tridentata.

## Systématique
Cette espèce a été décrite en 1844 par le botaniste britannique George Bentham dans « The botany of the voyage of H.M.S. Sulphur ».